# Obersturmführer

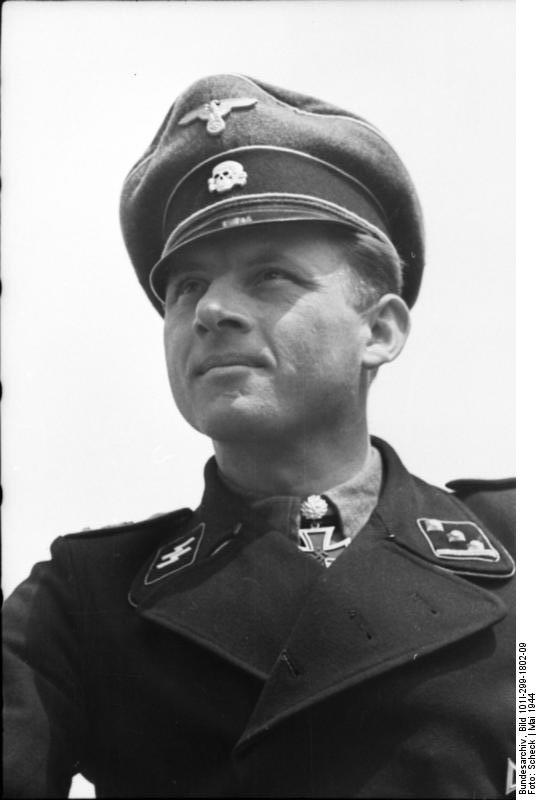
SS-Obersturmführer Michael Wittmann onderscheiden met het Eikenloof als compagniechef in de LSSAH

Obersturmführer was een paramilitaire rang in de nazi-partij, die gebruikt werd door verscheidene naziorganisaties zoals de SA, SS, NSKK en de NSFK.
Vertaald betekent het „hogere-aanvals- (of storm)-leider”, de rang van een Obersturmführer werd voor het eerst gecreëerd in 1932 als resultaat van een vergroting van de Sturmabteilung (SA) en de noodzaak voor een aanvullende rang in het officierskorps. Obersturmführer werd tegelijk ook een SS-rang.
Een SA-Obersturmführer was een typische lagere compagniecommandant die bevel voerde over 50 tot 100 manschappen. Binnen de SS droeg de rang van Obersturmführer een wijd scala van beroepen van stafmedewerker, Gestapo-officier, concentratiekampopzichter en Waffen-SS-pelotonscommandant.
Binnen de SS en SA werd de rang van Obersturmführer beschouwd als het equivalent van een Oberleutnant in de Duitse Wehrmacht.
De insignes voor een Obersturmführer waren een zwart vierkant met drie zilveren ruiten diagonaal en een zilveren streep verticaal gecentreerd. De rang was hoger dan een Untersturmführer (of een Sturmführer in de SA) en lager dan de rang Hauptsturmführer.

## Opmerkelijke personen met deze rang
- Julius Dettmann[4], werkte bij de Sicherheitsdienst te Amsterdam. Gaf het bevel tot arrestatie van de onderduikers op Prinsengracht 263 te Amsterdam, waaronder de familie Frank; leidde de executie van 15 verzetsmensen, bij Overveen, onder wie Johannes Post.
- Walter Heinrich had de leiding over Kamp Amersfoort en was in het laatste oorlogsjaar bij de Sicherheitsdienst in Den Haag verantwoordelijk voor nog meer slachtoffers.[5]
- Franz Hössler was de Schutzhaftlagerführer van Auschwitz-Birkenau.
- Søren Kam, SS-vrijwilliger uit Denemarken, die diende in de 5. SS-Panzer-Division Wiking. Hij werd in nauw verband gebracht met Heinrich Himmlers dochter Gudrun Burwitz.
- Hans Möser, verantwoordelijk voor de dodenmars naar Ravensbrück. Ter dood veroordeeld; opgehangen in de gevangenis van Landsberg.
- Friedrich Peter, werd na de oorlog een Oostenrijks politicus (VdU, FPÖ). Van 1958 tot 1978 was hij partijleider van de FPÖ.
- Rudolf von Ribbentrop, zoon van Joachim von Ribbentrop, de minister van Buitenlandse Zaken in het Derde Rijk.

## Populaire cultuur
In de film The Guns of Navarone van 1961 speelt David Niven een Britse sappeur die een bemachtigd SS-uniform draagt met de insignes van een Obersturmführer.

Insignes van de rang SS-Obersturmführer
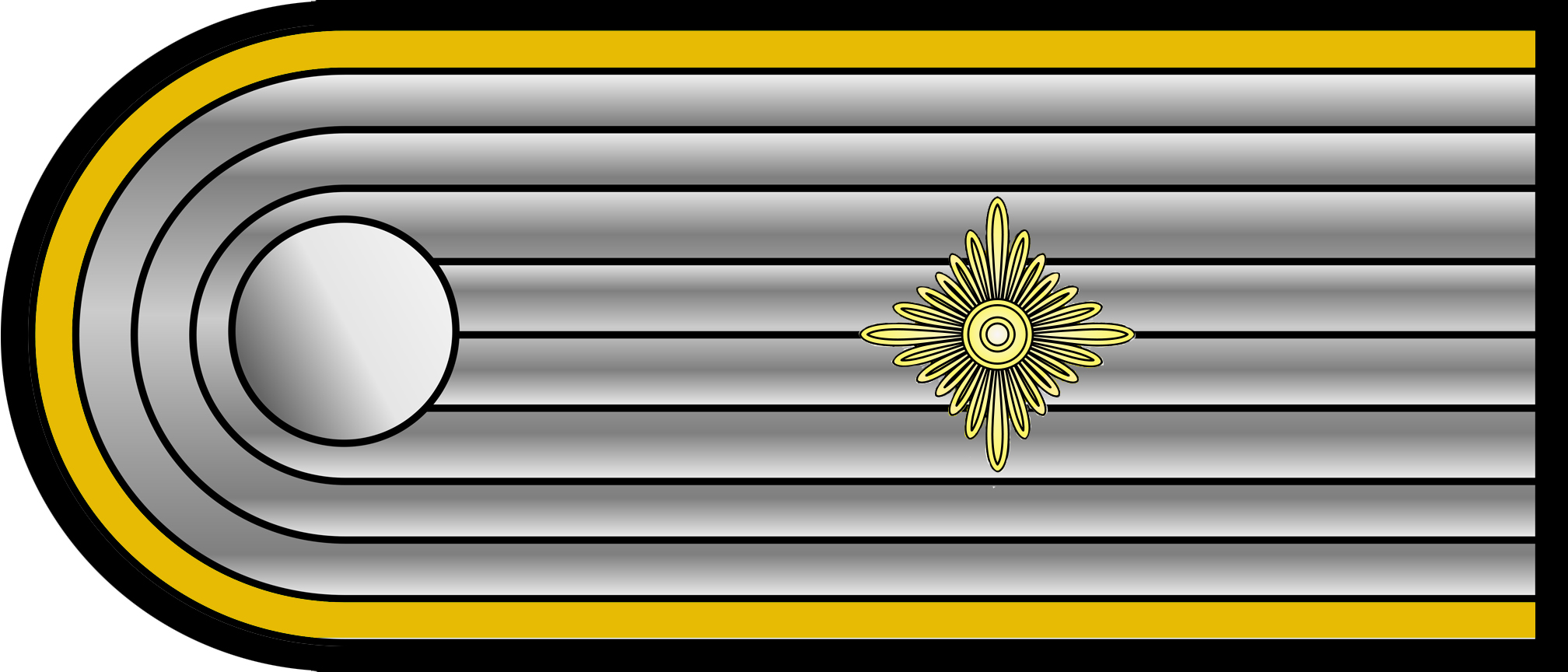
Epaulet
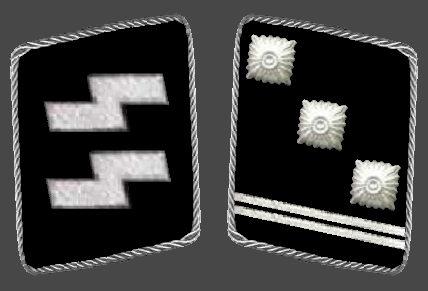
Kraagspiegels
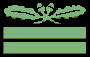
Mouw camouflageparka